# Kip Winger
Kip Winger (Denver, Colorado, 21 de junio de 1961) es un músico estadounidense, reconocido por liderar la agrupación Winger y por haber sido el bajista de la banda de Alice Cooper por cuatro años, desde 1984. En 1996 empezó además su carrera en solitario.

## Biografía
Kip Winger, cuyo nombre completo es Charles Frederick Kip Winger, nació el 21 de junio de 1961 en Denver. Sus padres eran músicos de jazz, por lo que estuvo en contacto con la música desde pequeño. Con siete años de edad creó una banda llamada Blackwood Creek junto con sus hermanos Nate y Paul y un amigo, Pete Fletcher. El grupo, que cambió su nombre a Wingerz, grabó una maqueta con el apoyo del productor discográfico Beau Hill, entonces apenas conocido, en 1976.
Tras superar el GED y estudiar música durante dos años más en la Universidad de Denver, Kip Winger marchó en 1982 a Nueva York, donde permaneció en casa de Beau Hill. En Nueva York recibió clases de composición de Edgar Grana y conoció a Sandy Stewart, que estaba componiendo para su segundo disco, Blue Yonder. Kip Winger escribió algunas canciones junto a ella, pero ninguna se incluyó en el álbum. La primera canción editada en la que intervino fue "Bang Bang", del álbum de Kix Midnight Dynamite. Poco después conoció a Reb Beach, un guitarrista con el que fundó el grupo ViceVersa, que se completó con el batería David Rosenberg.
En 1984 comenzó a tocar como bajista en la banda de Alice Cooper, en la gira de su álbum Constrictor, y durante la cual conoció a Paul Taylor. Con él, Reb Beach y Rod Morgenstein, Kip Winger formó un grupo que se acabó por llamar Winger. Su primer disco, que iba a llamarse Sahara pero finalmente recibió el nombre de Winger, fue grabado en 1988 y alcanzó el puesto 21 en el Billboard 200. Tras el lanzamiento, el grupo se lanzó a una gira que duró un año. El siguiente disco de Winger, In The Heart Of The Young, se publicó en 1990 y fue Disco de Oro en dos semanas; el tercero, Pull, se editó en 1993 y es considerado por Kip Winger como el mejor que realizó el grupo.
Tras una gira de seis meses que finalizó en Japón, Kip volvió a Estados Unidos y comenzó a pensar en iniciar una carrera en solitario. Las canciones que compuso se reunieron finalmente en un disco que terminó en julio de 1996. En noviembre de ese año murió su primera mujer, Beatrice, en un accidente de coche. Tras el funeral, Kip Winger intentó evadirse viajando a Egipto, cuya música influyó fuertemente en sus composiciones de ese momento. Su primer disco en solitario fue finalmente editado en febrero de 1997 con el título de This Conversation Seems Like A Dream y le siguió una gira acústica en Estados Unidos, Europa y Japón. El éxito de la gira, aunque moderado, le animó a publicar un disco acústico con tres versiones distintas: una para Estados Unidos (Down Incognito), otra para Europa (Made By Hand) y otra para Japón (Another Way). En 2000 lanzó su tercer disco, Songs From the Ocean Floor, que reunía todas las influencias recibidas en su carrera.
El grupo Winger volvió a reunirse en 2002 para realizar una gira llamada Poison; posteriormente, en 2006 editaron un nuevo disco de estudio titulado IV. También participó en el Rock Never Stops Tour de Whitesnake, en 2003; y, dos años más tarde, en el disco Grounded del músico turco Cenk Eroglu, que había conocido en 1998.